# دالة قابلة للاشتقاق

دالة تكعيبية هي دالة قابلة للاشتقاق

في حساب التفاضل والتكامل، تكون الدالة أحادية المتغير دالة قابلة للاشتقاق (التفاضل) إذا وجدت مشتقها في كل نقطة في مجالها. نتيجة لذلك، يقبل التمثيل البياني لدالة قابلة للتفاضل مماسًا (غير عمودي) عند كل نقطة داخلية في مجالها، وأن يكون ناعمًا نسبيًا، ولا يمكن أن يحتوي على أي نقطة انقطاع أو زاوية أو عطفة.
بشكل أعم، إذا كانت x0 نقطة داخلية في مجال الدالة f، فيُقال أن f يمكن اشتقاقها عند x0 إذا كان المشتق (f'(x0 موجودًا. هذا يعني أن الرسم البياني لـ f يقبل مماسًا غير عموديًّا عند النقطة (x0 , f(x0)). يمكن أيضًا أن تسمي الدالة f «دالة خطية محليًا» عند x0، حيث يمكن تقريبها جيدًا بدالة خطية بالقرب من هذه النقطة.

## اشتقاق دالة أحادية المتغير
نقول أن الدالة {\displaystyle f:U\subset \mathbb {R} \to \mathbb {R} }, المعرفة على مجموعة مفتوحة {\displaystyle U}، قابلة للاشتقاق عند {\displaystyle a\in U} إذا تحقق أي من الشروط المعادلة التالية:
- المشتقة {\displaystyle f'(a)=\lim _{h\to 0}{\frac {f(a+h)-f(a)}{h}}} موجودة.
- يوجد عدد حقيقي {\displaystyle L} بحيث:{\displaystyle \lim _{h\to 0}{\frac {f(a+h)-f(a)-Lh}{h}}=0}. العدد {\displaystyle L}, عند وجوده، يساوي {\displaystyle f'(a)}.
- توجد الدالة {\displaystyle g:U\subset \mathbb {R} \to \mathbb {R} } بحيث: {\displaystyle f(a+h)=f(a)+f'(a)h+g(h)} و {\displaystyle \lim _{h\to 0}{\frac {g(h)}{h}}=0}.

## الاشتقاقية والاستمرارية

دالة القيمة المطلقة دالة مستمرة (أي ليس لديها فجوات). إنها قابلة للاشتقاق في كل مكان باستثناء النقطة ، حيث يصنع منعطفًا حادًا عندما يعبر المحور y.

عطفة على الرسم البياني لدالة مستمرة. عند الصفر، تكون الدالة مستمرة ولكنها غير قابلة للاشتقاق.

إذا كانت f تقبل الاشتقاق عند النقطة x0، فإن الدالة f يجب أن تكون أيضًا مستمرة عند x0. على وجه الخصوص، يجب أن تكون أي دالة مختلفة مستمرة في كل نقطة من مجالها.  لا يحمل العكس: ليست كل دالة مستمرة قابلة للاشتقاق.  على سبيل المثال، قد تكون الدالة ذات الانحناء أو الانحدار أو المماس العمودي مستمرة، لكنها تفشل في أن تكون قابلة للتفاضل في موقع الشذوذ.
معظم الدوال التي تظهر في التمارين لها مشتقات في جميع النقاط أو في كل نقطة تقريبًا. ومع ذلك، تنص نتيجة ستيفن باناخ على أن مجموعة الدوال التي لها مشتق في نقطة ما هي مجموعة ضئيلة في فضاء جميع الدوال المستمرة. بشكل غير رسمي، هذا يعني أن الدوال القابلة للتفاضل غير نمطية للغاية بين الدوال المستمرة. أول مثال معروف لدالة مستمرة في كل مكان ولكن لا يمكن اشتقاقها في أي مكان هي دالة فايرشتراس.